# Agulla de cosir

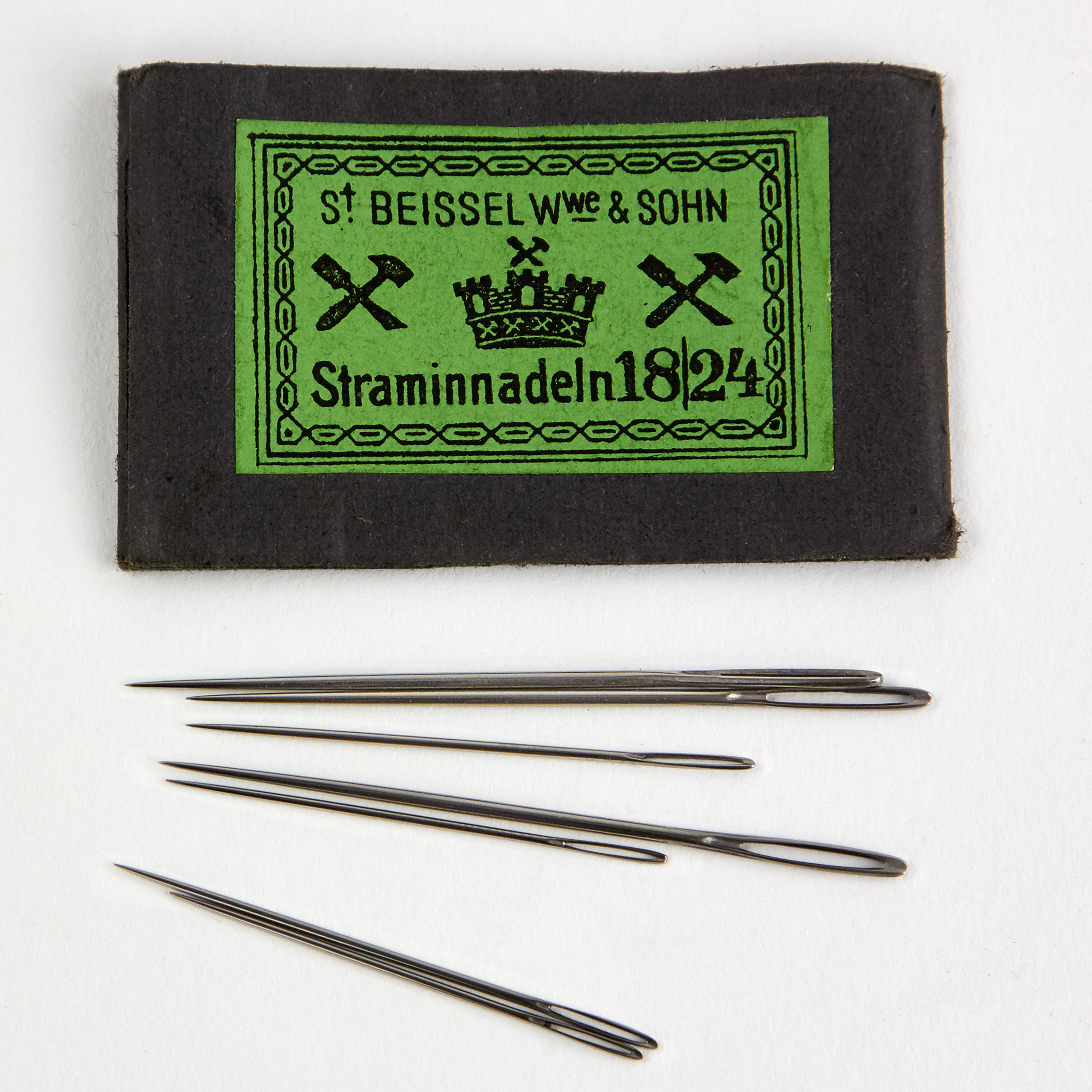
Agulles clàssiques

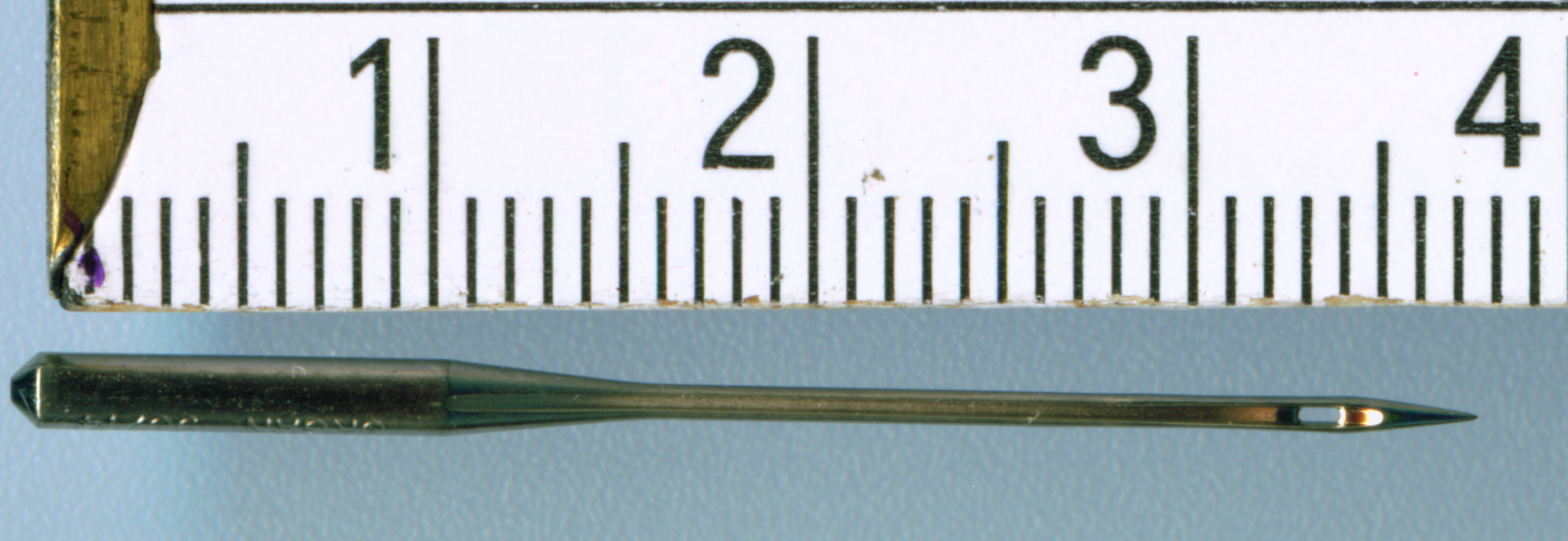
Agulla per a màquina de cosir

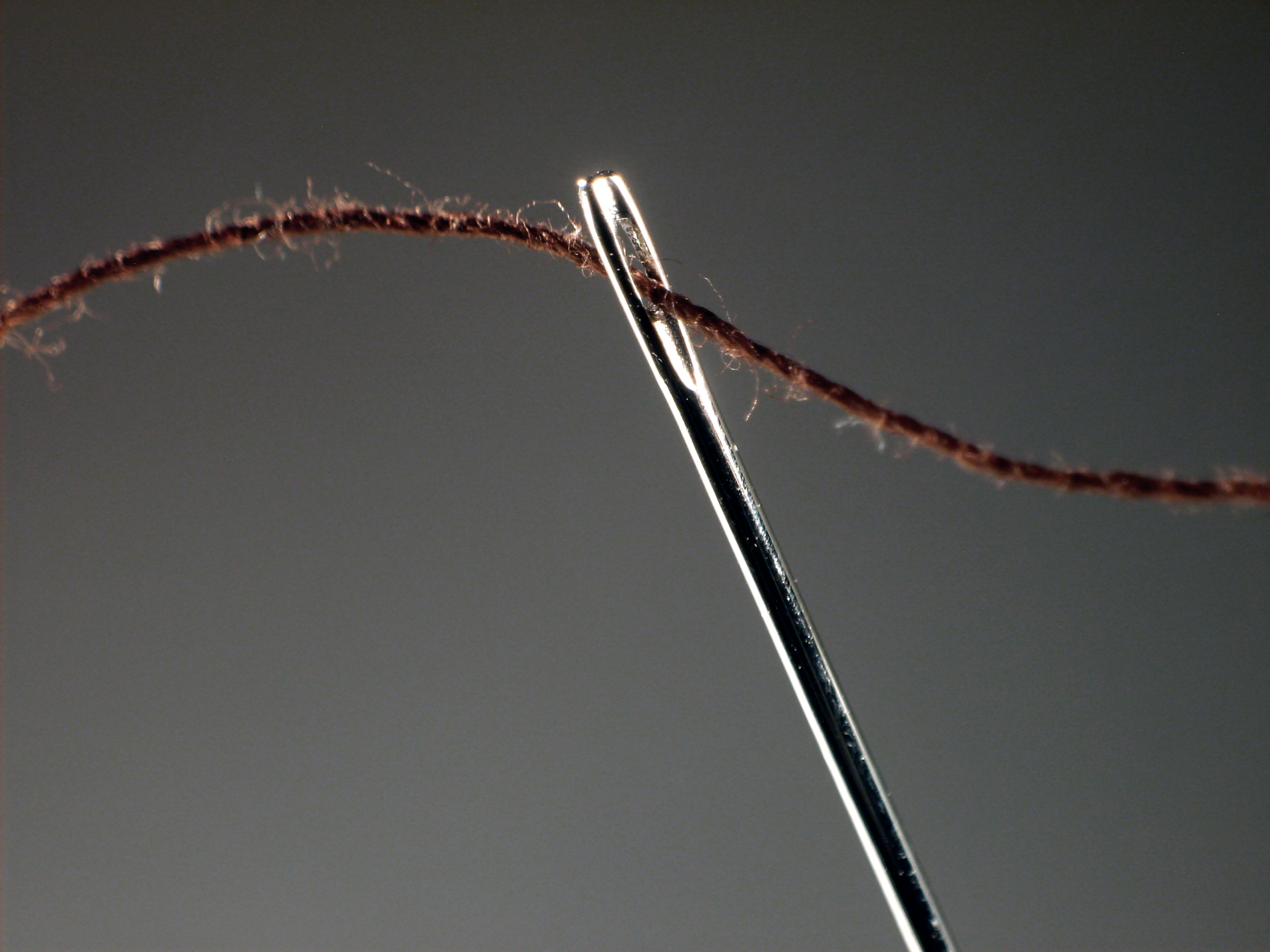
Agulla enfilada

Una agulla de cosir (del llatí acucla) és un filament de metall o un altre material dur, de mida relativament petita, generalment recte, afilat en un extrem i a l'altre cap acabat en un ull o forat per a inserir-hi un fil. És emprat des de temps prehistòrics per cosir. A les agulles d'ús manual, el forat (dit cós o ull) i la punta es troben a ambdues extremitats de l'agulla, a les agulles de màquines de cosir forat i punt es troben al mateix extrem.

## Història
L'agulla s'utilitza des de la prehistòria. Aleshores es feien de fusta, pedra o bé os i, més tard, van començar a fer-se de ferro o de metall. El forat de l'agulla ja apareix a la Bíblia en la dita «És més fàcil que un camell passi pel forat d'una agulla que no pas que un ric entri al Regne de Déu.» Es creu que els xinesos van ser els primers en utilitzar agulles d'acer, i que els àrabs es van encarregar de portar-les a Europa. Ja al 1730 hi havia importants fabricants d'agulles a Nuremberg (Alemanya), i durant el regnat d'Isabel I d'Anglaterra també hi havia molts fabricants d'agulles a Anglaterra.
Per dotar a l'agulla d'un ull va ser necessària la realització d'una sèrie de desenvolupaments posteriors. Posteriorment van sortir les agulles per màquines de cosir, similars a una agulla normal, però amb l'ull a la part inferior de l'agulla (al cap de l'agulla).

## Tipus d'agulles
Es poden distingir els següents tipus d'agulles: 
- Agulla de blanquer. Entre blanquers, s'usen dues classes d'agulles, unes més grans que altres iguals en la forma, ja que ambdues són de forma triangular i de punta afilada.
- Agulla d'agavellar. La de nervi de bou flexible cobert d'escates de llauna en forma imbricada. A la part gruixuda del nervi hi ha un forat per on es passa un cordill acabat en un nus.
- Agulla d'agrimensor. Vara petita de ferro d'uns trenta centímetres de llarg recorbada en forma d'anell per un extrem. N'hi ha que van llastades amb un tros de plom prop de la punta.
- Agulla de baster. Dos són les agulles que s'utilitzen en la fabricació d'albardes i selles de muntar: 
  - Una per passar el fil o cordill a través del replà que porten per sota les muntures és més ampla per la punta que per la resta tenint fins a la seva terç que és cilíndric un tall triangular des de la punta i es diu també agulla de passar.
  - L'altra serveix per encardar i té uns 22 centímetres de llarg, és quadrangular i amb curvatura punxeguda.
- Agulla d'apuntar. Agulla forta que s'utilitza per fixar amb fil gruixut i cordill els plecs de les teles molt resistents i gruixudes.
- Agulla de brodar. A més de les ordinàries, s'usen en el brodat agulles especials com: 
  - La d'ull prolongat, capaç per a tres fils, anomenada de passar.
  - La de seda, igual a l'anterior encara que més petita.
  - La d'autoritzar o frisar.
  - La de brisca, menor que les anteriors però d'ull llarg.
  - Les que s'empren per al brodat en canemàs i al realçament, d'ús corrent i ull rodó.
  - La de tambor, embotida en un petit mànec amb un fi ganxet a la punta.
- Agulla d'embalar. Agulla de cap en manera cilíndrica acabada en punta de llança alguna cosa corbada en la seva punta.
- Agulla d'enfardar. Agulla de cap esfèrica i punta quadrangular, tallant i molt corbada, d'uns 15 a 20 cm de longitud.
- Agulla d'espardenyer.[6] Pot ser:
  - Agulla de cosir soles o espardenyera: és gruixuda, té mànec i el fil de cosir soles d'espardenya passa per la punta.
  - Agulla de cloure: un poquet més grossa que una agulla normal de cosir roba.
  - Agulla d'envetar: per posar vetes a les espardenyes.
- Agulla d'espaser. Entre armers, vareta de punta roma i d'uns quaranta a cinquanta centímetres que s'empra per a donar la volta a les beines després de cosides.
- Agulla de malla o xarxa. Agulla amb una forquilla en un extrem i la punta roma prop de la qual té una esquerda els dos terços es troben ocupats per una llengüeta que serveix per passar-hi el cordill col·locat a la forquilla.
- Agulla de passar o passador. La de punta roma i ull llarg que s'empra per a passar cordons i cintes per les beines.
- Agulla de sabater. La de punta triangular i roma.[7]
- Agulla saquera. És agulla grossa d'acer, corbada, amb el cap cilíndric i la punta aplanada, que té el cos prou gros per a usar-se en la fabricació de sacs, cosint la tela amb cordils.[8]

## Selecció del sistema d'agulles
El sistema d'agulles depèn de la màquina emprada i l'operació de cosit que hem de realitzar. Dins d'aquest sistema d'agulles hi ha variants que permeten a l'usuari una coordinació específica amb els seus requeriments.
El diàmetre de l'agulla s'ha de triar el més gruixut possible i el més prim necessari. Mitjançant l'ús d'agulles estàndard molt fines es solucionen els problemes de danys del material però a cost de la velocitat de cosit i amb això de la productivitat.